# SJ H
Die Baureihe H ist eine Elektrolokomotive, die ab 1936 für die schwedische Staatsbahnen Statens Järnvägar und für TGOJ gebaut wurde. Die Lokomotiven wurden im Gegensatz zur schwächeren Baureihe U, die nur im Rangierdienst eingesetzt wurden, im Reise- und Güterzugverkehr sowie im Rangierdienst verwendet.

## Geschichte
In den 1930er Jahren begannen die SJ, Nebenbahnen zu elektrifizieren. Dafür waren leichte Lokomotiven notwendig, denn die bereits vorhandenen Lokomotiven vom Typ D waren für diese Strecken zu schwer. Diese leichten Lokomotiven mit Führerhaus in der Fahrzeugmitte waren die Bauserien Ha, Hb, Hc und Hd. Sie wurden während der Bauzeit laufend verbessert, bis am Ende die Bauserien Hg und Hg2 entstanden.
Die Lokomotive hatten schräg abfallende Motor-Vorbauten an beiden Seiten. Der Stromabnehmer wurde auf dem leicht gewölbt Kabinendach platziert. Die Kraftübertragung erfolgte über eine Kardanwelle. Wie alle Lokomotiven und Wagen in dieser Zeit waren die SJ-Lokomotiven rotbraun lackiert. Die für die TGOJ gelieferten Lokomotiven waren braunorange mit weißen Streifen an den Frontseiten und einem weißen Streifen entlang des Führerhauses.

## Bauserie Ha
Als erste Serie der Baureihe H wurden zwischen 1936 und 1939 40 Ha–Lokomotiven gebaut. Die meisten davon wurden zuerst als Baureihe Ud ausgeliefert, obwohl sie im Gegensatz zu dieser Baureihe keinen Stangenantrieb hatten. Die Umzeichnung zur Ha erfolgte 1939. Innerhalb der Bauserie existierten verschiedene Varianten mit unterschiedlicher Drehgestellaufhängungen und -federung. Die Loks hatten schlechte Laufeigenschaften, was von den nicht ausgereiften Drehgestellen kam. Sie schüttelten und schwankten und so wurde die ursprüngliche Höchstgeschwindigkeit von 90 km/h auf 70 km/h herabgesetzt. Einige Maschinen wurden mit SAB-Rädern geliefert, die aber die Laufeigenschaften nicht verbesserten.
Die Abstellung der Lokomotiven erfolgte ab 1964 bis 1972 und 1975 war die letzte Lok verschrottet. Aus den Drehgestellen der Ha 472 wurde ein Schneepflug gebaut, den 1989 die Nora-Bergslags Veteranjärnväg übernahm.

## Bauserie Hb
1939 bis 1940 folgte eine zweite Bauserie, bei der das Design leicht verändert wurde. Diese 22 Lokomotiven wurden als Hb bezeichnet. Bereits 1964 wurde die erste Lok abgestellt, als letzte Maschine wurde die Hb 501 nach zehnjähriger Abstellzeit 1981 verschrottet.

## Bauserie Hc
Die Erfahrungen der beiden ersten Serien führte zu einigen Verbesserungen bei den nachfolgenden Serien. Die Lokomotiven wurden länger und hatten eine bessere Federung. Das Führerhaus wurde unsymmetrisch aufgebaut, so dass die Motorhauben unterschiedliche Längen aufwiesen. 1942 bis 1944 wurden 13 Lokomotiven der Bauserie Hc gebaut. Sie blieben bis in die 1970er Jahre im Einsatz und wurden bis 1981 verschrottet. Hc 551 wurde 1964 aus Hd 551 umgebaut.

## Bauserie Hd
Die 1942 mit vier Exemplaren gebaute Serie Hd war die kleinste Bauserie. Sie war mit je vier Motoren des Typs ASEA KJ 77A ausgerüstet. Hd 551 erhielt 1964 neue Motoren des Typs KJ 77A (B) und wurde in Hc 551 umgezeichnet. Hd 552 bis 554 bekamen zwischen 1963 und 1966 Motoren des Typs ASEA KJ 77A (D) und wurden in Hg 552 bis 554 umgezeichnet. Damit endete die Geschichte dieser Bauserie.

## Bauserie Hg
Zufriedenstellend war erst die Ausführung Hg, bei der Motor und Antrieb verstärkt wurden. Von der mit einer Höchstgeschwindigkeit von 80 km/h verkehrenden Lok wurden 56 Exemplare zwischen 1947 und 1951 für die SJ gebaut. Dazu kamen einige Maschinen, die zuerst an Privatbahngesellschaften geliefert wurden, die aber mit der Übernahme der Gesellschaften durch die SJ in deren Bestand kamen.
Dies waren:
- 1948 von Bergslagernas Järnvägar: BJ Hg 225 und 226 als SJ Hg 751 und 752 (bis 1958 für 90 km/h zugelassen)
- 1948 von Södra Dalarnas Järnväg: SDJ Hg 501 bis 505 als SJ Hg 753 bis 757 (bis 1958 für 90 km/h zugelassen)
- 1950 von [[Nordmark–Klarälvens Järnväg<r]]: NKlJ Hg 101 und 102 als SJ Hg 786 und 787 (die 1949 beschafften Loks waren bei der NKlJ nicht in Betrieb gegangen)

Zudem baute ASEA sieben Loks des Typs für TGOJ.
Das Einsatzgebiet lag unter anderem im Nahverkehr zwischen Göteborg und Alingsås, wo Personenzüge mit B6-Wagen und je einer Lok an jedem Ende eingesetzt wurden. Die gleichen Zugkombinationen verkehrten auch auf der Strecke Örebro-Svartå.

## Bauserie Hg2
In den 1970er Jahren entstand das letzte Modell der Serie, die Hg2. Diese 36 Lokomotiven (Hg 654–660, 662–669, 671, 672, 674, 675, 677–679, 751–755, 757, 760, 771, 772, 775, 778 und 780) war nur Umbauten aus der Serie Hg, denen zwischen 1972 und 1980 in der SJ-Hauptwerkstatt in Örebro eine Mehrfachsteuerung eingebaut wurde, um schwerere Güterzüge befördern zu können. ATC und Funkfernsteuerung erhielten die Lokomotiven zusätzlich zwischen 1984 und 1986.

## Verbleib
Der Einsatz der Hg und Hg2 dauerte bei SJ bis 1992, bei TGOJ bis 1993. Verschiedene Lokomotiven dieser Serie waren zur Erhaltung vorgesehen, wurden aber teilweise dennoch verschrottet:
- Hg 654: 1992 Sveriges Järnvägsmuseum
- Hg 769: 1987 Småröds Järnvägsmuseum, Munkedal, 2007 Bergslagernas Järnvägssällskap
- Hg 785: 1994 Grängesbergsbanornas Järnvägsmuseum

- Hg2 751: 1990 Grängesbergsbanornas Järnvägsmuseum, aber 1995 verschrottet
- Hg2 752: 1991 Bergslagernas Järnvägssällskap
- Hg2 755: 1992 Ostkustbanans vänner
- Hg2 756: 1986 Museiföreningen Gefle-Dala Jernväg, 1989 an Sveriges Järnvägsmuseum
- Hg2 780: 1992 Föreningen Ångtåg i Västerbotten
- Hg2 786: 1994 Grängesbergsbanornas Järnvägsmuseum, aber 1995 verschrottet
- Hg2 787: 1992 Sveriges Järnvägsmuseum